# Encentrum moldavicum
Encentrum moldavicum is een raderdiertjessoort uit de familie Dicranophoridae. De wetenschappelijke naam van deze soort is voor het eerst geldig gepubliceerd in 1961 door Sládecek.